# Haifaa al-Mansour
Haifaa al-Mansour (arabiska: هيفاء المنصور), född 10 augusti 1974 i al-Hassa-regionen i nordöstra Saudiarabien, är en saudisk filmregissör och manusförfattare. Hon är Saudiarabiens första kvinnliga regissör och slog igenom internationellt 2012 med långfilmen Den gröna cykeln. Filmen utsågs till Saudiarabiens bidrag till Oscar för bästa utländska film och blev därmed första gången landet skickade in ett bidrag till akademien.
al-Mansour växte upp i en traditionsbunden men liberal familj. Hon är det åttonde barnet av tolv och hennes far, poeten Abdul Rahman Mansour, brukade ta med videofilmer hem till sina barn. Han uppmuntrade Haifa al-Mansour att studera litteraturvetenskap på Amerikanska universitetet i Kairo. 2007 gifte hon sig med en amerikansk diplomat och när han fick en tjänst i Sydney i Australien började hon på filmskola där. Alla hennes filmer har på något vis behandlat den saudiska kvinnans situation i samhället.
Hon är numera bosatt i Bahrain med sin make Bradley Neimann och deras två barn.

## Filmografi i urval
- 2012 – Den gröna cykeln (även manus)
- 2017 – Mary Shelley
- 2018 – Nappily Ever After
- 2019 – En kvinnas val (även manus)